# Marcell
A Marcell  férfinév latin eredetű. A Marcellus családnévből származik, ez pedig a Marcus (magyarul Márkus) becézőjéből.  Női párja: Marcella. 

## Rokon nevek
- Marcel[1]
- Marcselló[1]

## Gyakorisága
Az 1990-es években gyakori név, a 2000-es években a 15–33. leggyakoribb férfinév.

## Névnapok
- január 9.[2]
- január 16.[2]
- április 26.[2]
- augusztus 14.[2]

## Idegen nyelvi változatai
- Marcello (olasz)
- Marcel (francia)

## Híres Marcellek, Marcelek
„Marcell” utónevű személyek szócikkeinek listája a Wikidata alapján

### Magyarok
Mató Marcell: Audi király 

Nagy Hatalommal bíró személyiség, akiket megkérdeztem mindenki csak annyit tudott mondani ahol valami balhé volt és megjelent ott záróra volt volt neki egy Audi a3-asa azt  LVL-380 csak ennyit tudtak róla csak úgy ismerték hogy isten csapása bárkit bárhol felkúpolt mondása az volt Bárkit Bárhol Bármikor infúzióra tesz.                                  ALA MAFFIA ANDO SZENDEHELY
- Benedek Marcell egyetemi tanár, író, irodalomtörténész, műfordító
- Benedikty Marcell szinkronszínész
- Breuer Marcell építész, formatervező
- Fodor Marcell labdarúgó
- Frigyes Marcell író, újságíró
- Grossmann Marcell matematikus
- Jankovics Marcell író, politikus, ügyvéd, alpinista
- Jankovics Marcell filmrendező, történész, illusztrátor, író, politikus
- Jánosi Marcell gépészmérnök, konstruktőr
- Kadosa Marcell ügyvéd, újságíró, író
- Kappel Marcell dalszövegíró, költő
- Komor Marcell építész
- Likó Marcell énekes, dalszövegíró, gitáros
- Nemes Marcell műgyűjtő, műkereskedő, mecénás
- Roth Marcell orvos
- Turi Marcell műugró
- Szabó Marcel jogász, alkotmánybíró[5]
- Varga Marcell („BennszülöttBálna”), az AWS rockzenekar korábbi tagja
- Vidor Marcell költő, író, újságíró

### Külföldiek
| - Marcel Desailly francia labdarúgó - Marcel Duchamp francia képzőművész - Marcello Lippi olasz labdarúgó és edző - Marcello Malpighi olasz orvos és természettudós - Marcel Marceau francia pantomimművész - I. Marcell pápa római pápa | - Marcello Mastroianni olasz színész - Marcel Proust francia író - Marcelo Ríos chilei teniszező - Marcelo Salas válogatott chilei labdarúgó - Marcelo Vieira válogatott brazil labdarúgó. |